# Moldavië op het Eurovisiesongfestival 2018

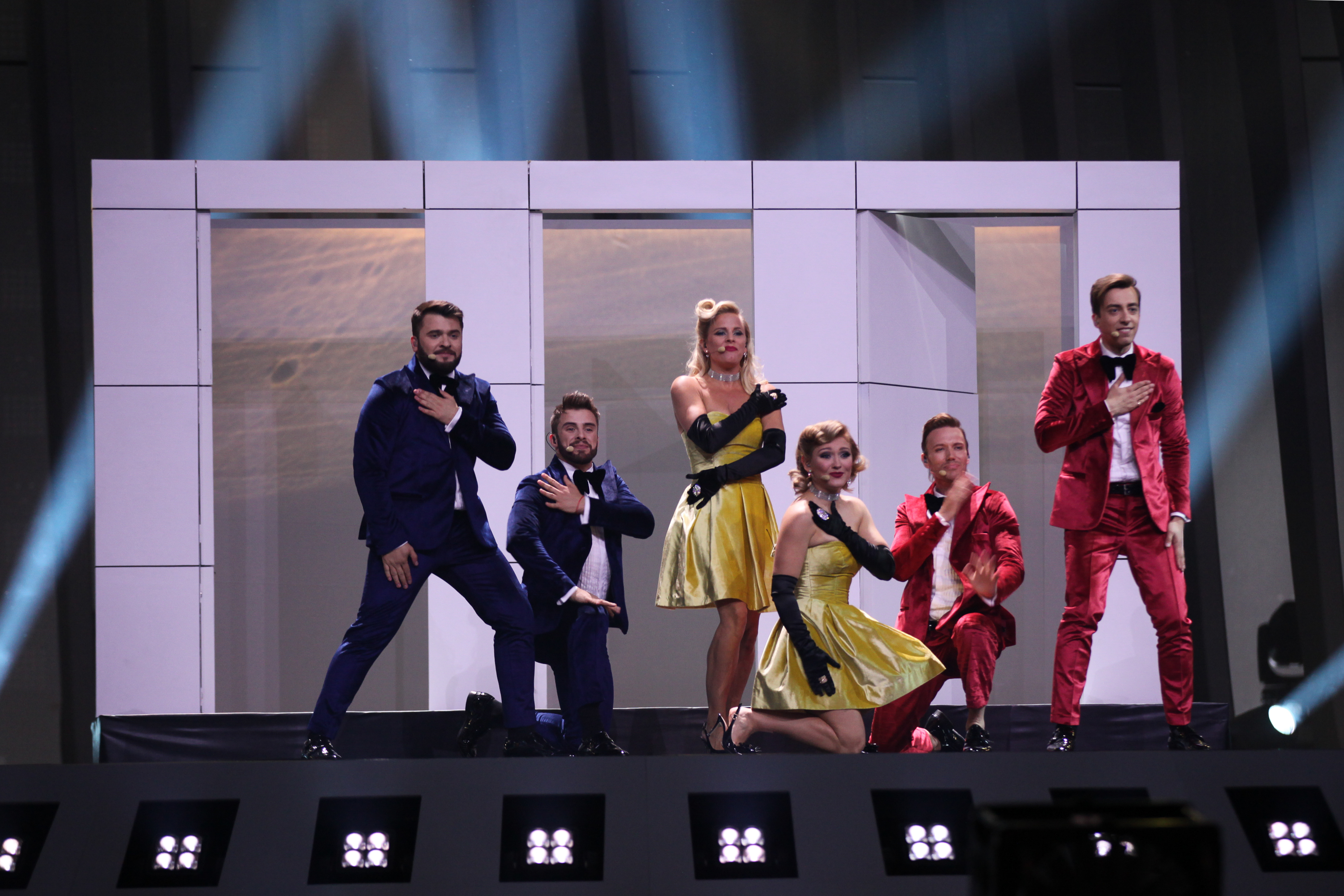
DoReDos tijdens de repetities in Lissabon.

Moldavië nam deel aan het Eurovisiesongfestival 2018 in Lissabon, Portugal. Het was de 14de deelname van het land aan het Eurovisiesongfestival. TRM was verantwoordelijk voor de Moldavische bijdrage voor de editie van 2018.

## Selectieprocedure
Op 8 november 2017 maakte de Moldavische staatsomroep bekend te zullen deelnemen aan de volgende editie van het Eurovisiesongfestival. Geïnteresseerden kregen tot en met 15 januari 2018 de tijd om een inzending in te sturen. Uiteindelijk ontving TRM amper 28 inzendingen. Aanvankelijk was het de bedoeling om een halve finale en een finale te organiseren, maar door het lage aantal inschrijvingen werd besloten om de halve finale te schrappen. Een vakjury selecteerde zestien artiesten die mochten deelnemen aan O Melodie Pentru Europa 2018.
Tijdens de nationale finale werden de punten evenwaardig verdeeld door een vakjury en door het publiek via televoting. In geval van een gelijkstand zou de favoriet van de vakjury winnen. Uiteindelijk ging de overwinning naar DoReDoS met My lucky day.

## O Melodie Pentru Europa 2018
24 februari 2018
| Plaats | Artiest                     | Lied              | Jury | Publiek | Totaal |
| ------ | --------------------------- | ----------------- | ---- | ------- | ------ |
| 1      | DoReDoS                     | My lucky day      | 12   | 12      | 24     |
| 2      | Vera Țurcanu                | Black heart       | 10   | 5       | 15     |
| 3      | Doinița Gherman & One Voice | Dance in flames   | 7    | 6       | 13     |
| 4      | Tolik                       | Broken glass      | 3    | 10      | 13     |
| 5      | Anna Odobescu               | Agony             | 8    | 3       | 11     |
| 6      | Sandy C & Aaron Sibley      | One upon a time   | 5    | 4       | 9      |
| 7      | Nicoleta Sava               | Esencia del sur   | 0    | 8       | 8      |
| 8      | Felicia Dunaf               | Alien             | 6    | 1       | 7      |
| 9      | Constantin Cobîlean         | Numai tu          | 0    | 7       | 7      |
| 10     | Lavinia Rusu                | Altundeva         | 4    | 2       | 6      |
| 11     | Anna Timofei                | Endlessly         | 2    | 0       | 2      |
| 12     | Ilia Sorocean & Dasha DaGro | Minds and veins   | 1    | 0       | 1      |
| 13     | Bella Luna                  | Moments           | 0    | 0       | 0      |
| 14     | Ruslan Tsar                 | Come to life      | 0    | 0       | 0      |
| 15     | Viorela                     | The gates of love | 0    | 0       | 0      |
| 16     | Che-MD                      | Inima-n stîngă    | 0    | 0       | 0      |

## In Lissabon
Moldavië trad aan in de tweede halve finale, op donderdag 10 mei 2018. DoReDoS was als zevende van achttien act aan de beurt, net na Joelia Samojlova uit Rusland en gevolgd door Waylon uit Nederland. Moldavië eindigde als derde en wist zich zo te plaatsen voor de finale. Daarin was DoReDoS als negentiende van 26 acts aan de beurt, net na Equinox uit Bulgarije en gevolgd door Benjamin Ingrosso uit Zweden. Moldavië eindigde uiteindelijk op de tiende plaats.
2005 · 2006 · 2007 · 2008 · 2009 · 2010 · 2011 · 2012 · 2013 · 2014 · 2015 · 2016 · 2017 · 2018 · 2019 · 2020 · 2021 · 2022 · 2023 · 2024 · 2025
Albanië · Armenië · Australië · Azerbeidzjan · België · Bulgarije · Cyprus · Denemarken · Duitsland · Estland · Finland · Frankrijk · Georgië · Griekenland · Hongarije · Ierland · IJsland · Israël · Italië · Kroatië · Letland · Litouwen · Macedonië · Malta · Moldavië · Montenegro · Nederland · Noorwegen · Oekraïne · Oostenrijk · Polen · Portugal · Roemenië · Rusland · San Marino · Servië · Slovenië · Spanje · Tsjechië · Verenigd Koninkrijk · Wit-Rusland · Zweden · Zwitserland